# René Kiener
René Kiener (* 21. Mai 1938 in Bern) ist ein ehemaliger Schweizer Eishockeytorhüter.

## Karriere

### SC Bern
Der auf der Position des Torhüters agierende Berner René Kiener war während seiner gesamten Karriere von 1955 bis 1973 für den SC Bern aktiv. Mit dem Stadtberner Verein gewann der Torhüter zweimal die Schweizer Meisterschaft, 1959 und 1965. Kieners Spitzname war Gagu. Seine Trikotnummer 0 wurde vom SC Bern nach Kieners Karriereende gesperrt.

### Nationalmannschaft
Für die Schweiz nahm Kiener auf internationaler Ebene unter anderem an den Olympischen Winterspielen 1964 teil. Bei diesem Turnier erreichte er mit den Eisgenossen den achten Endrang, wobei Kiener in zwei Partien für die Schweizer zwischen den Pfosten stand. Insgesamt absolvierte er 38 Länderspiele für die Schweiz.